# Bulbophyllum

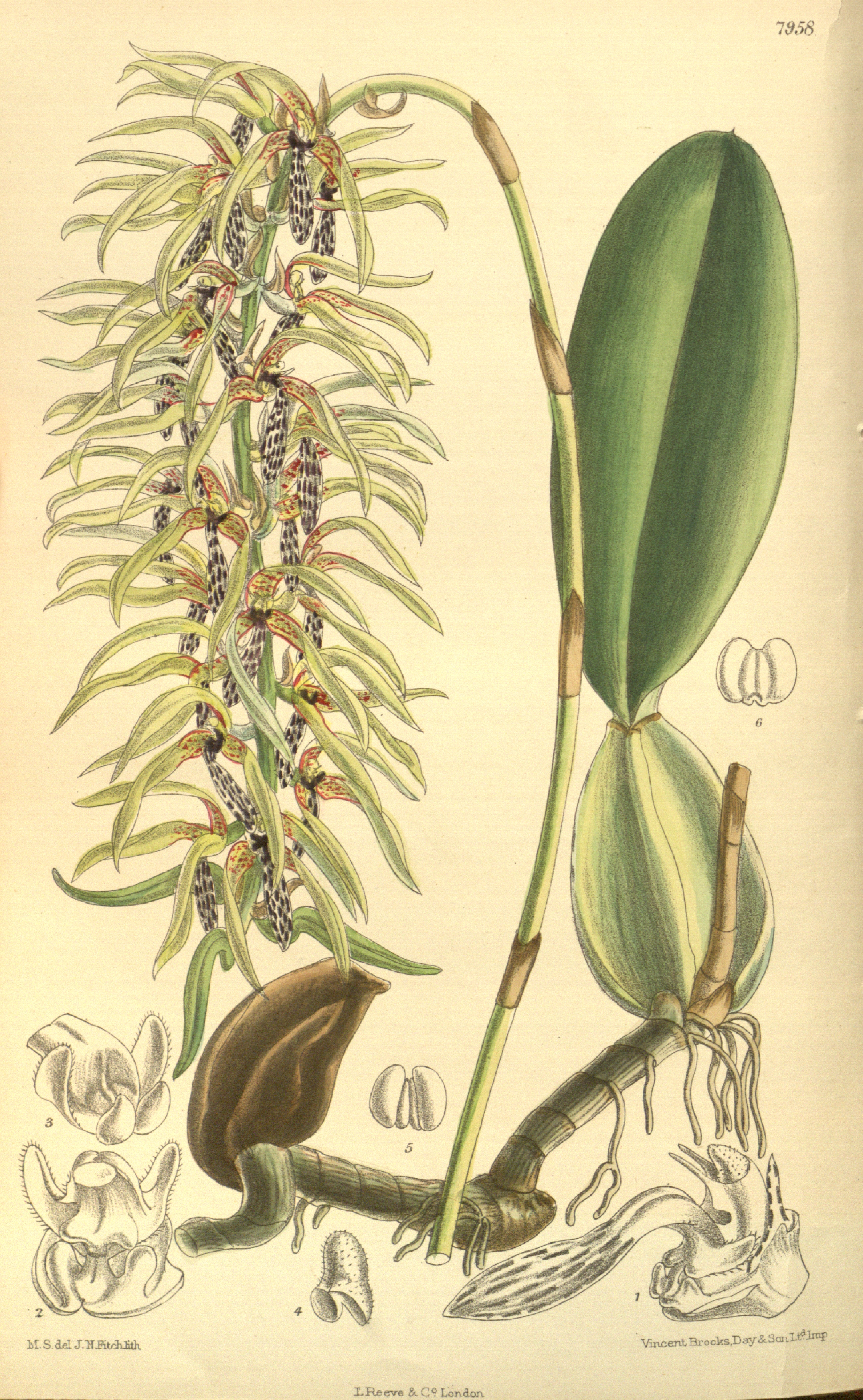
Bulbophyllum weddelii

Bulbophyllum je rod rostlin z čeledi vstavačovité (Orchidaceae) zahrnující okolo 1 800 druhů. Předpokládá se, že je to největší rod čeledi. Název je odvozen z latinského bulbus „hlíza“ a řeckého fylón „list“, což vyjadřuje charakteristický habitus, při kterém listy vyrůstají na konci velkých pahlíz.

## Morfologie
Rod má velkou variabilitu tvaru rostlin i květů, patří sem druhy řadící se k největším (Bulbophyllum beccarii) i nejmenším (Bulbophyllum globuliforme) představitelům čeledi vstavačovitých. Charakteristický je výrazný oddenek s jednočlánkovým pahlízami a bazálně vyrůstajícím květenstvím.

## Ekologie
Jde o epifytické rostliny s výskytem zejména v jihovýchodní Asii, centrum výskytu je v horských lesích ostrova Nová Guinea. Rozšířeny však jsou i v Austrálii, na Borneu, v Africe a na Madagaskaru. Několik druhů patří mezi kriticky ohrožené.